# سیارک ۲۰۸۳۵
سیارک ۲۰۸۳۵ (به انگلیسی: 20835 Eliseadcock، نامگذاری:2000UY49) بیست هزار و هشتصد و سی و پنجمین سیارک کشف شده‌است که در ۲۴ اکتبر ۲۰۰۰ کشف شد.
قدر مطلق سیارک برابر ۲۰.۴ است.